# Notatesseraeraptor
Notatesseraeraptor ("lupič se smíšenými ((mozaikovými)) znaky") byl rod vývojově primitivního teropodního dinosaura z kladu Neotheropoda, který žil v období pozdního triasu (geologické věky nor až rét, asi před 209 miliony let) na území dnešního Švýcarska. Jeho fosilie byly objeveny na území kantonu Aargau u města Frick (odtud druhové jméno dinosaura). Jde o první rod druhohorního dinosaura objevený zatím pouze na území Švýcarska. Jeho délka činila asi 2,6 až 3 metry, jednalo se tedy o menšího teropoda.

## Historie
Fosilie byly z oblasti nálezu známé a vykopávané již od roku 1961 (například sauropodomorf rodu Plateosaurus), samotná postkraniální kostra nového teropoda byla objevena amatérským badatelem Michaelem Fischerem v roce 2006. V letech 2008, 2009 a 2014 již bylo o fosilii pojednáno v odborné literatuře (ve formě dizertací), formální popis však byl publikován až v červenci roku 2019.

## Systematika
N. frickensis byl bazální neoteropod, blízce příbuzný kladu Averostra a rodu Dilophosaurus a Cryolophosaurus. Pravděpodobně se jednalo o vývojově primitivního zástupce čeledi Dilophosauridae.